# Società Sportiva Monopoli 1966 2021-2022
Questa voce raccoglie le informazioni riguardanti l'SS Monopoli 1966 nelle competizioni ufficiali della stagione 2021-2022.

## Divise e sponsor
Il fornitore tecnico per la stagione 2021-2022 è Joma. Gli sponsor di maglia sono Autoservice Cocozza, Combivox ed EBC.

## Rosa
| N. |                         | Ruolo | Calciatore                     |
| -- | ----------------------- | ----- | ------------------------------ |
| 1  | Italia (bandiera)       | P     | Leonardo Loria                 |
| 2  | Italia (bandiera)       | D     | Francesco Basile               |
| 3  | Italia (bandiera)       | D     | Mario Mercadante               |
| 4  | Italia (bandiera)       | D     | Nicola Bizzotto                |
| 5  | Italia (bandiera)       | D     | Cristian Riggio                |
| 5  | Italia (bandiera)       | D     | Francesco Pambianchi           |
| 6  | Italia (bandiera)       | D     | Ivan De Santis                 |
| 7  | Italia (bandiera)       | A     | Ernesto Starita                |
| 8  | Italia (bandiera)       | C     | Marco Piccinni                 |
| 9  | Italia (bandiera)       | A     | Francesco Grandolfo (capitano) |
| 10 | Italia (bandiera)       | A     | Manuel Nocciolini              |
| 10 | Italia (bandiera)       | A     | Alessandro Rossi               |
| 11 | Burkina Faso (bandiera) | C     | Abdoul Guiebre                 |
| 12 | Italia (bandiera)       | P     | Damiano Campisi                |
| 15 | Italia (bandiera)       | D     | Michele Fornasier              |
| 16 | Italia (bandiera)       | C     | Biagio Morrone                 |
| 17 | Senegal (bandiera)      | D     | Joel Baraye                    |

| N. |                            | Ruolo | Calciatore          |
| -- | -------------------------- | ----- | ------------------- |
| 18 | Italia (bandiera)          | A     | Mattia D'Agostino   |
| 19 | Italia (bandiera)          | D     | Flavio Romano       |
| 20 | Italia (bandiera)          | D     | Massimo Tazzer      |
| 21 | Italia (bandiera)          | C     | Andrea Bussaglia    |
| 22 | Italia (bandiera)          | P     | Mattia Guido        |
| 23 | Italia (bandiera)          | D     | Matteo Arena        |
| 24 | Italia (bandiera)          | C     | Christian Nina      |
| 25 | Italia (bandiera)          | C     | Francesco Vassallo  |
| 26 | Rep. Dominicana (bandiera) | D     | Antonio Natalucci   |
| 27 | Italia (bandiera)          | C     | Zaccaria Hamlili    |
| 29 | Italia (bandiera)          | A     | Gennaro Borrelli    |
| 31 | Italia (bandiera)          | A     | Vincenzo Cirrottola |
| 33 | Italia (bandiera)          | C     | Christian Langella  |
| 35 | Italia (bandiera)          | D     | Mattia Novella      |
| 77 | Italia (bandiera)          | C     | Orlando Viteritti   |
| 97 | Italia (bandiera)          | A     | Andrea Milani       |
| 98 | Italia (bandiera)          | C     | Alessandro Quaini   |

## Calciomercato

### Sessione estiva(dal 01/07 al 31/08)
| Acquisti | Acquisti            | Acquisti       | Acquisti      |
| R.       | Nome                | da             | Modalità      |
| -------- | ------------------- | -------------- | ------------- |
| P        | Mattia Guido        | Casarano       | fine prestito |
| P        | Leonardo Loria      | Pisa           | prestito      |
| D        | Joel Baraye         | Padova         | prestito      |
| D        | Ivan De Santis      | Virtus Entella | prestito      |
| D        | Michele Fornasier   |                | svincolato    |
| D        | Mattia Novella      | Lazio          | svincolato    |
| D        | Leonardo Raggio     | Genoa          | prestito      |
| D        | Cristian Riggio     | Catanzaro      | definitivo    |
| D        | Flavio Romano       | Napoli         | svincolato    |
| C        | Andrea Bussaglia    | Livorno        | svincolato    |
| C        | Zaccaria Hamlili    | Bari           | definitivo    |
| C        | Christian Langella  | Pisa           | prestito      |
| C        | Oelando Viteritti   | Potenza        | svincolato    |
| A        | Angelo Ansani       | Team Altamura  | fine prestito |
| A        | Gennaro Borrelli    | Pescara        | prestito      |
| A        | Mattia D'Agostino   | Ascoli         | prestito      |
| A        | Francesco Grandolfo | Legnago        | svincolato    |
| A        | Andrea Milani       | Fiorentina     | prestito      |
| A        | Manuel Nocciolini   | Parma          | svincolato    |
| A        | Salvatore Rimoli    | Nardò          | fine prestito |
| A        | Luigi Samele        | Sassuolo       | fine prestito |
| A        | Luca Stancarone     | Gelbison       | fine prestito |

| Cessioni | Cessioni               | Cessioni    | Cessioni      |
| R.       | Nome                   | a           | Modalità      |
| -------- | ---------------------- | ----------- | ------------- |
| P        | Alessandro Gallittelli | Ginosa      | svincolato    |
| P        | Pietro Menegatti       |             | svincolato    |
| P        | Giacomo Satalino       | Sassuolo    | fine prestito |
| P        | Roberto Taliento       |             | svincolato    |
| D        | Matteo Liviero         | Imolese     | svincolato    |
| D        | Manuel Nicoletti       | Foggia      | definitivo    |
| D        | Lorenzo Vignati        |             | svincolato    |
| D        | Eyob Zambataro         | Atalanta    | fine prestito |
| C        | Gianmarco Alba         | Seregno     | svincolato    |
| C        | Michele Currarino      | Fiorenzuola | definitivo    |
| C        | Simone Isacco          | Fermana     | fine prestito |
| C        | Alvaro Iuliano         | Potenza     | fine prestito |
| C        | Lorenzo Paolucci       | Reggina     | fine prestito |
| C        | Raul Șteau             | Sassuolo    | fine prestito |
| A        | Angelo Ansani          | Barletta    | svincolato    |
| A        | Cristian Bunino        | Pescara     | fine prestito |
| A        | Andrea De Paoli        | Ascoli      | prestito      |
| A        | Salvatore Rimoli       | Bitonto     | svincolato    |
| A        | Luigi Samele           | Sassuolo    | svincolato    |
| A        | Edoardo Soleri         | Padova      | fine prestito |
| A        | Christian Spadoni      |             | svincolato    |
| A        | Luca Stancarone        |             | svincolato    |

### Operazioni tra le due sessioni
| Acquisti | Acquisti | Acquisti | Acquisti |
| R.       | Nome     | da       | Modalità |
| -------- | -------- | -------- | -------- |

| Cessioni | Cessioni        | Cessioni   | Cessioni   |
| R.       | Nome            | a          | Modalità   |
| -------- | --------------- | ---------- | ---------- |
| P        | Damiano Campisi | Afragolese | svincolato |

### Sessione invernale(dal 03/01 al 31/01)
| Acquisti | Acquisti             | Acquisti  | Acquisti   |
| R.       | Nome                 | da        | Modalità   |
| -------- | -------------------- | --------- | ---------- |
| D        | Antonio Natalucci    | Triestina | definitivo |
| D        | Francesco Pambianchi | Casertana | definitivo |
| C        | Alessandro Quaini    | Pisa      | prestito   |
| A        | Alessandro Rossi     | Lazio     | prestito   |

| Cessioni | Cessioni          | Cessioni       | Cessioni      |
| R.       | Nome              | a              | Modalità      |
| -------- | ----------------- | -------------- | ------------- |
| D        | Ivan De Santis    | Paganese       | prestito      |
| D        | Cristian Riggio   | Fidelis Andria | definitivo    |
| D        | Massimo Tazzer    | Gubbio         | definitivo    |
| A        | Andrea Milani     | Fiorentina     | fine prestito |
| A        | Manuel Nocciolini | Grosseto       | prestito      |

## Risultati

### Serie C

#### Girone di andata
| Arbitro: | Petrella (Viterbo) |

|                               |           |  |
| Starita 5’, 14’ Viteritti 77’ | Marcatori |  |

| Arbitro: | Arace (Lugo di Romagna) |

|             |           |                     |
| Tascone 67’ | Marcatori | 2’ Starita 7’ Arena |

| Arbitro: | Luciani (Roma 1) |

|                           |           |              |
| Starita 26’ Grandolfo 67’ | Marcatori | 18’ Adorante |

| Monopoli 20 settembre 2021, ore 21:00 CEST 4ª giornata | Monopoli           | 0 – 0 referto | Avellino | Stadio Vito Simone Veneziani (1 151 spett.)\| Arbitro: \| Monaldi (Macerata) \| |
| Arbitro:                                               | Monaldi (Macerata) |               |          |                                                                                 |

| Arbitro: | Gualtieri (Asti) |

|                                           |           |             |
| Maiorino 23’ (rig.), 71’ (rig.) Enyan 87’ | Marcatori | 60’ Starita |

| Arbitro: | Giordano (Novara) |

|                                    |           |  |
| Piccinni 21’ Mercadante 86’ (rig.) | Marcatori |  |

| Arbitro: | Longo (Paola) |

|             |           |  |
| Scavone 78’ | Marcatori |  |

| Arbitro: | Ricci (Firenze) |

|             |           |                                 |
| Starita 38’ | Marcatori | 5’ Tenkorang 52’ (aut.) Guiebre |

| Arbitro: | Cascone (Nocera Inferiore) |

|              |           |  |
| Ferrante 32’ | Marcatori |  |

| Arbitro: | Bordin (Bassano del Grappa) |

|                       |           |  |
| Mercadante 30’ (rig.) | Marcatori |  |

| Arbitro: | Galipò (Firenze) |

|             |           |                  |
| Carlini 76’ | Marcatori | 17’, 45+1’ Arena |

| Arbitro: | Madonia (Palermo) |

|                                  |           |  |
| Grandolfo 37’ Starita 41’ (rig.) | Marcatori |  |

| Arbitro: | Scatena (Avezzano) |

|                |           |            |
| Sorrentino 25’ | Marcatori | 8’ Starita |

| Arbitro: | Di Graci (Como) |

|                    |           |  |
| Grandolfo 23’, 50’ | Marcatori |  |

| Potenza 21 novembre 2021, ore 17:30 CET 15ª giornata | Potenza                    | 0 – 0 referto | Monopoli | Stadio Alfredo Viviani (2 084 spett.)\| Arbitro: \| Di Cairano (Ariano Irpino) \| |
| Arbitro:                                             | Di Cairano (Ariano Irpino) |               |          |                                                                                   |

| Arbitro: | Pirrotta (Barcellona Pozzo di Gotto) |

|                       |           |  |
| Mercadante 86’ (rig.) | Marcatori |  |

| Arbitro: | Acanfora (Castellammare di Stabia) |

|                         |           |               |
| Valente 24’ Brunori 88’ | Marcatori | 26’ Grandolfo |

| Monopoli 12 dicembre 2021, ore 14:30 CET 18ª giornata | Monopoli           | 0 – 0 referto | Latina | Stadio Vito Simone Veneziani (956 spett.)\| Arbitro: \| Cherchi (Carbonia) \| |
| Arbitro:                                              | Cherchi (Carbonia) |               |        |                                                                               |

| Arbitro: | Cascone (Nocera Inferiore) |

|           |           |                            |
| Bubas 32’ | Marcatori | 45+2’ Starita 49’ Bizzotto |

#### Girone di ritorno
| Arbitro: | Collu (Cagliari) |

|  |           |                              |
|  | Marcatori | 20’ Langella 90+4’ Bussaglia |

| Arbitro: | Galipò (Firenze) |

|                                  |           |            |
| Borrelli 73’ Sbraga 90+3’ (aut.) | Marcatori | 51’ Pavone |

| Arbitro: | Gualtieri (Asti) |

|                           |           |                    |
| Statella 32’ Adorante 64’ | Marcatori | 72’ (aut.) Carillo |

| Arbitro: | Luciani (Roma 1) |

|                  |           |                       |
| Maniero 42’, 75’ | Marcatori | 40’ Starita 83’ Arena |

| Monopoli 30 gennaio 2022, ore 17:30 CET 24ª giornata | Monopoli                           | 0 – 0 referto | Virtus Francavilla | Stadio Vito Simone Veneziani (1 328 spett.)\| Arbitro: \| Carrione (Castellammare di Stabia) \| |
| Arbitro:                                             | Carrione (Castellammare di Stabia) |               |                    |                                                                                                 |

| Arbitro: | Virgilio (Trapani) |

|                                       |           |  |
| Parigi 4’ Allegretto 26’ D'Angelo 60’ | Marcatori |  |

| Monopoli 12 febbraio 2022, ore 17:30 CET 26ª giornata | Monopoli       | 0 – 0 referto | Bari | Stadio Vito Simone Veneziani (2 029 spett.)\| Arbitro: \| Rutella (Enna) \| |
| Arbitro:                                              | Rutella (Enna) |               |      |                                                                             |

| Arbitro: | Lovison (Padova) |

|               |           |  |
| Tenkorang 58’ | Marcatori |  |

| Arbitro: | Delrio (Reggio Emilia) |

|  |           |               |
|  | Marcatori | 39’ Petermann |

| Arbitro: | Emmanuele (Pisa) |

|  |           |              |
|  | Marcatori | 53’ Borrelli |

| Arbitro: | Tremolada (Monza) |

|                                   |           |           |
| Borrelli 1’ Mercadante 16’ (rig.) | Marcatori | 6’ Biasci |

| Arbitro: | Galipò (Firenze) |

|  |           |              |
|  | Marcatori | 77’ Borrelli |

| Arbitro: | Centi (Terni) |

|                             |           |  |
| Borrelli 16’, 41’ Arena 70’ | Marcatori |  |

| Arbitro: | Luciani (Roma) |

|                           |           |  |
| Saraniti 10’ Giovinco 14’ | Marcatori |  |

| Arbitro: | Cascone (Nocera Inferiore) |

|                                   |           |                 |
| Grandolfo 68’, 90+5’ Borrelli 82’ | Marcatori | 59’ Cargnelutti |

| Arbitro: | Fiero (Pistoia) |

|  |           |               |
|  | Marcatori | 36’ Grandolfo |

| Arbitro: | Petrella (Viterbo) |

|  |           |                         |
|  | Marcatori | 19’ Valente 76’ Brunori |

| Latina 16 aprile 2022, ore 17:30 CEST 37ª giornata | Latina                 | 0 – 0 referto | Monopoli | Stadio Domenico Francioni (624 spett.)\| Arbitro: \| Grasso (Ariano Irpino) \| |
| Arbitro:                                           | Grasso (Ariano Irpino) |               |          |                                                                                |

| Arbitro: | Costanza (Agrigento) |

|                           |           |           |
| Piccinni 19’ Borrelli 88’ | Marcatori | 42’ Tulli |

### Play-off

#### Spareggi
| Arbitro: | Di Graci (Como) |

|              |           |             |
| Borrelli 60’ | Marcatori | 57’ Gerardi |

| Arbitro: | Collu (Cagliari) |

|                         |           |  |
| Mercadante 90+3’ (rig.) | Marcatori |  |

#### Fase nazionale
| Arbitro: | Monaldi (Macerata) |

|               |           |                         |
| Bussaglia 32’ | Marcatori | 6’ Caturano 10’ Pierini |

| Arbitro: | Maggio (Lodi) |

|  |           |                                                         |
|  | Marcatori | 12’ (aut.) Gonnelli 68’ (rig.), 90+7’ (rig.) Mercadante |

| Arbitro: | Rutella (Enna) |

|               |           |                   |
| Viteritti 33’ | Marcatori | 70’, 77’ Iemmello |

| Arbitro: | Maranesi (Ciampino) |

|            |           |  |
| Biasci 27’ | Marcatori |  |

### Coppa Italia Serie C
| Arbitro: | Taricone (Perugia) |

|                                   |                      |                               |
| Starita 30’ (rig.)                | Marcatori            | 60’ Gigli                     |
| Mercadante Arena Langella Starita | Tiri di rigore 4 – 2 | Coccia Zenuni Salvemini Volpe |

| Arbitro: | Collu (Cagliari) |

|                              |           |               |
| Fella 19’ (rig.) Valente 25’ | Marcatori | 60’ Grandolfo |

## Statistiche

### Statistiche di squadra
| Competizione         | Punti | In casa | In casa | In casa | In casa | In casa | In casa | In trasferta | In trasferta | In trasferta | In trasferta | In trasferta | In trasferta | Totale | Totale | Totale | Totale | Totale | Totale | DR |
| Competizione         | Punti | G       | V       | N       | P       | Gf      | Gs      | G            | V            | N            | P            | Gf           | Gs           | G      | V      | N      | P      | Gf     | Gs     | DR |
| -------------------- | ----- | ------- | ------- | ------- | ------- | ------- | ------- | ------------ | ------------ | ------------ | ------------ | ------------ | ------------ | ------ | ------ | ------ | ------ | ------ | ------ | -- |
| Serie C              |       |         |         |         |         |         |         |              |              |              |              |              |              |        |        |        |        |        |        |    |
| Coppa Italia Serie C | -     | 1       | 0       | 1       | 0       | 1       | 1       | 1            | 0            | 0            | 1            | 1            | 2            | 2      | 0      | 1      | 1      | 2      | 3      | -1 |
| Totale               |       |         |         |         |         |         |         |              |              |              |              |              |              |        |        |        |        |        |        |    |

### Andamento in campionato
| Giornata  | 1 | 2 | 3 | 4 | 5 | 6 | 7 | 8 | 9 | 10 | 11 | 12 | 13 | 14 | 15 | 16 | 17 | 18 | 19 | 20 | 21 | 22 | 23 | 24 | 25 | 26 | 27 | 28 | 29 | 30 | 31 | 32 | 33 | 34 | 35 | 36 | 37 | 38 |
| --------- | - | - | - | - | - | - | - | - | - | -- | -- | -- | -- | -- | -- | -- | -- | -- | -- | -- | -- | -- | -- | -- | -- | -- | -- | -- | -- | -- | -- | -- | -- | -- | -- | -- | -- | -- |
| Luogo     | C | T | C | C | T | C | T | C | T | C  | T  | C  | T  | C  | T  | C  | T  | C  | T  | T  | C  | T  | T  | C  | T  | C  | T  | C  | T  | C  | T  | C  | T  | C  | T  | C  | T  | C  |
| Risultato | V | V | V | N | P | V | P | P | P | V  | V  | V  | N  | V  | N  | V  | P  | N  | V  | V  | V  | P  | N  | N  | P  | N  | P  | P  | V  | V  | V  | V  | P  | V  | V  | P  | N  | V  |
| Posizione | 1 | 1 | 1 | 2 | 2 | 2 | 3 | 6 | 6 | 4  | 4  | 2  | 4  | 3  | 4  | 2  | 3  | 4  | 2  | 2  | 2  | 6  | 2  | 4  | 5  | 5  | 5  | 6  | 5  | 5  | 5  | 5  | 4  | 4  | 4  | 6  | 6  | 5  |

Legenda:

Luogo: C = Casa; T = Trasferta. Risultato: V = Vittoria; N = Pareggio; P = Sconfitta.